# کلیسای تثلیث مقدس (کیرانتس)
کلیسای تثلیث مقدس (ارمنی: Սուրբ Երրորդություն եկեղեցի؛ انگلیسی: Trinity) یک کلیسا متعلق به کلیسای حواری ارمنی واقع در شهر کیرانتس، استان تاووش ارمنستان می‌باشد. ساخت و ساز این ساختمان در سده ۱۹ام میلادی؛ به پایان رسید. این بنا به سبک معماری ارمنی طراحی شده است.